# جيمي بيكر (تنس)
جيمي بيكر (بالإنجليزية: Jamie Baker)‏ مواليد 5 أغسطس 1986 في غلاسكو، هو لاعب كرة مضرب إسكتلندي سابق بدأ مسيرته كمحترف سنة 2004 وكان يلعب باليد اليمنى، اعتزل اللعب في 29 يونيو 2013. أعلى تصنيف له في الفردي كان المركز الـ 186 في سنة 2012. أعلى تصنيف له في الزوجي كان المركز الـ 306 في سنة 2010.

## روابط خارجية
- جيمي بيكر على موقع رابطة محترفي التنس (الإنجليزية)
- جيمي بيكر على موقع الاتحاد الدولي لكرة المضرب (الإنجليزية)
- جيمي بيكر على موقع كأس ديفيز (الإنجليزية)
- جيمي بيكر على موقع خلاصة التنس.كوم (الإنجليزية)
- جيمي بيكر على موقع إي إس بي إن.كوم (الإنجليزية)